# Lurasidonă
Lurasidona este un antipsihotic atipic derivat de benzoizotiazol, fiind utilizat în tratamentul schizofreniei. Mai este utilizat și în tratamentul tulburării bipolare, singur sau în asociere cu litiu sau valproat. Calea de administrare disponibilă este cea orală. Este aprobat pentru uz în Uniunea Europeană.